# Aquêmenes
Aquêmenes (português brasileiro) ou Aquémenes (português europeu) (em grego antigo: Ἀχαιμένης, do persa antigo, Haxāmaniš) é o ancestral, possivelmente mitológico, dos reis persas da dinastia aquemênida.
Quando criança, Aquêmenes foi alimentado e protegido por uma águia, assim como Gilgamexe.
Na Inscrição de Beistum, gravada por Dario I, foi o pai de Teispes, pai de Ariarâmenes, pai de Arsames, pai de Histaspes, pai de Dario I.
Muitos estudiosos acreditam que ele era um governante de Parsuma, um estado vassalo do Império Medo, e que liderou um ataque contra o rei assírio Senaqueribe em c. 681 a.C.

## Nome
O nome em última análise vem do persa antigo Haxāmaniš (𐏃𐎧𐎠𐎶𐎴𐎡𐏁), como encontrado junto com o elamita 𒄩𒀝𒋡𒉽𒉡𒆜 (Ha-ak-ka-man-nu-iš) e acadiano 𒀀𒄩𒈠𒉌𒅖𒀪 (A-ḫa-ma-ni-iš-ʾ) na inscrição trilíngue de Beistum de Dario I, que pode ser traduzido como "amistoso por natureza", "aquele que tem a mente amiga". O nome foi helenizado (em grego:  Ἀχαιμένης (Achaiménēs), e latinizado (em latim: Achaemenes), de onde passou para as línguas modernas.

## História
Na Inscrição de Beistum (c. 490 a.C.), Dario I (522 – 486 a.C.) retrata Aquêmenes como o pai de Teispes, ancestral de Ciro II (Ciro, o Grande) e Dario I. Na metade do século V a.C, o historiador grego Heródoto de Halicarnasso (484 – 425 a.C.) em sua obra Historia (7.11) também assinala a mesma história, na qual Aquêmenes encabeça a genealogia dos reis da Pérsia".
Além dessas breves menções ao seu nome, nada se sabe mais sobre ele de fato, devido à falta de fontes históricas mais precisas sobre Aquêmenes, se duvida de seu reinado e da sua existência. Assim, Aquêmenes pode ter asido apenas um personagem lendário (ou semi-lendário), não histórico. O historiador sírio Nicolau de Damasco (século I a.C.) chama-o herói de quem os Aquemênidas descendem. Os escritores gregos da Antiguidade preservam várias lendas em torno da figura: no final do século IV a.C., na obra Alcibíades (120e), Platão (c. 428 – 328 a.C.) retrata Aquêmenes como o herói-fundador dos persas, da mesma forma que os gregos descendem de Héracles, e que tanto Aquêmenes como Hércules eram filhos de Perseu, filho de Zeus. Isto é geralmente considerado como uma co-identificação de Aquêmenes com Perses (ou seja, o filho do herói grego Perseus e da rainha etíope Andrômeda) que na mitologia grega foi retratado como o ancestral dos "persas". Outra versão mostra Aquêmenes como filho de Egeu. No século III, Eliano (De nat. anim. 12.21) diz que Aquêmenes foi criado por uma águia.
Também pode ser que a alegação de descendente de Aquêmenes na Inscrição de Beistum tenha sido invenção de Dario I, a fim de justificar a sua tomada do trono assassinando o impostor Bardia (conhecido como o falso Esmérdis). Ciro II não menciona absolutamente nenhum Aquêmenes na detalhada genealogia dada no Cilindro de Ciro. Enquanto o patronímico haxāmanišiya—"[do clã de] Aquêmenes"—aparecem em uma inscrição em Pasárgada atribuída a Ciro II, "no momento não se pode decidir com certeza se esses textos foram escritos durante o reinado de Ciro II ou após sua morte, por ordem de Dario I." Como tal, Aquêmenes poderia ser uma criação retrógrada de Dario, o Grande, feita a fim de legitimar uma relação dinástica com Ciro, o Grande. Dario certamente tinha muito a ganhar ao ter um ancestral em comum com Ciro e a ele mesmo (no entanto, Teispes já era um deles), e pode ter sentido a necessidade de uma conexão mais forte do que a fornecida pelo subsequente casamento com a filha de Ciro, Atossa.
Em todo caso, de Dario I em diante, Aquêmenes foi creditado como o fundador da dinastia Aquemênida. Nada mais, no entanto, é registrado de sua vida ou ações.